# Ялтау
Ялтау (тат. Ялтау) — деревня в Лениногорском районе Татарстана. Входит в состав Староиштерякского сельского поселения.

## География
Находится в южной части Татарстана на расстоянии приблизительно 28 км на запад по прямой от районного центра города Лениногорск.

## История
Основана в 1928 году переселенцами из села Старый Иштеряк.

## Население
Постоянных жителей было: в 1938—397, в 1949—391, в 1958—379, в 1970—242, в 1979—244, в 1989—123, в 2002 году 130 (татары 94 %), в 2010 году 122.